# 克利福德·罗宾逊
克利福德·拉尔夫·罗宾逊（英語：Clifford Ralph Robinson，1966年12月16日—2020年8月29日），美国NBA职业篮球运动员，身高2.08米，司职大前锋或中锋，也可客串小前锋。
曾參加真人騷「生還者」(Survivors)。

## 篮球生涯
罗宾逊出生于纽约州布法罗，就读于康涅狄格大学，1989年以第二轮第36顺位被波特兰开拓者队选中。1997年，罗宾逊转投菲尼克斯太阳队，2001年被交换去底特律活塞队，2003年被交换去金州勇士队，2005年被交换去新泽西网队。2007年，网队买断其合同，罗宾逊就此宣布退休。
罗宾逊曾于1993年获得NBA最佳第六人，1994年入选过NBA全明星赛，职业生涯总得分19591分，截至2007年，他的总得分排全联盟第33位。
2017年羅賓森中風，左半身癱瘓。
2020年8月29日，羅賓森去世，享年53歲。